# Liberchies
Liberchies est une section de la commune belge de Pont-à-Celles, située en Région wallonne dans la province de Hainaut.
Elle fait l'objet d'une première fusion avec Luttre en 1964. Elle rejoint ensuite la nouvelle commune de Pont-à-Celles lors des fusions de communes en 1977.

## Toponymie
Liberchies s'appelait Lyberchies ou Libreceis traduction de "noble chaussée" ou "noble demeure".

## Géographie

### Hydrographie
Liberchies est traversé par plusieurs ruisseaux, avec au nord, le ruisseau de Liberchies et au sud, le ruisseau de Monplaisir et son affluent Brunehault. Liberchies se jette dans le Piéton. Monplaisir se jette dans le Tintia,,.

### Les transports en commun
Le village de Liberchies est desservi par deux lignes de bus exploitées par le TEC Charleroi.
- la ligne 50-65 relie toutes les deux heures Liberchies à Pont-à-Celles dans un sens et à Gosselies et Charleroi dans l'autre;
- la ligne 64, qui ne roule que le matin et à la sortie des écoles, relie Liberchies au collège de Rêves via Luttre et Buzet dans un sens et à Gosselies et Jumet dans l'autre.

## Évolution démographique
- Sources : INS, Rem. : 1831 jusqu'en 1970 = recensements, 1976 = nombre d'habitants au 31 décembre.

## Histoire

### De l'époque romaine à l'indépendance belge
Des fouilles archéologiques ont été effectuées sur le site de l’ancien relais routier situé à proximité de Liberchies sur la chaussée romaine Brunehaut, correspondant à la route Romaine Bavay – Cologne. Une agglomération gallo-romaine, Germiniacum, était implantée le long de la chaussée romaine Bavay-Cologne. Soumise juridiquement à la Civitas des Tongres, la proximité de Bavay, distante d'une cinquantaine de kilomètres, la rapproche davantage à la Civitas des Nerviens, Tongres se situant à plus de quatre-vingt kilomètres du bourg. Le site routier joua ainsi un rôle de contact non négligeable tant sur le plan économique que cultuel entre Nerviens et Tongres durant tout le Haut-Empire romain. Au Bas-Empire, Liberchies occupera une place importante dans la défense du territoire en devenant le dernier fort militaire en bordure de la Germanie seconde.
En 1970, Pierre Claes, découvre un important trésor sur le site de l'ancien village gallo-romain Germiniacum : 368 pièces d'or.

### De l'indépendance Belge à l'époque actuelle
Liberchies était un village rural indépendant depuis 1795 jusqu'à 1964, année où il lie sa destinée au village voisin de Luttre. Cette union est de courte durée car les deux villages sont absorbés en 1977 par la commune de Pont-à-Celles avec quatre autres villages (Obaix, Buzet, Thimeon, Viesville) lors de la grande opération de fusion des communes qui s'est déroulée dans toute la Belgique.

## Liste des bourgmestres de 1830 à 1964
- J. Duvieusart : 1848.

## Culture locale et patrimoine

### Monuments et lieux touristiques
- L'église Saint-Pierre. Edifice de style néo-gothique construit en 1873 et 1874 par l'architecte Tirou[7].
- Ancien vicariat des Dominicains, bâti sur les fondations de l'enceinte d'un castellum, dans la 2e moitié du XVIIe siècle. Le bâtiment servit d'abord de vicariat aux Dominicains venus de Braine-le-Comte, le bien fut vendu après la Révolution française et transformé en pensionnat avant d'être morcelé en habitations à la fin du XIXe siècle. Le castellum avait été construit par l'empereur Constantin ou ses fils dans la 1re moitié du IVe siècle, il se trouvait le long de la chaussée romaine Bavay-Tongres[7]. Il se situe au hameau de Brunehaut.
- La Ferme Blanche, date du début du XIXe siècle[8].
- Un site gallo-romain connu depuis le milieu du XIXe siècle, Geminiacum. Situé au-delà du hameau en prolongent sur Frasnes-lez-Gosselies, Mellet et Villers-Perwin[8].
- Chapelle Saint-Pierre, petit édifice de style néo-gothique de la fin du XIXe siècle[9], situé Trou de Fleurus.

### Patrimoine culturel
Exposition permanente
L’espace d’accueil du pays de Geminiacum est situé à Liberchies. Le pays de Geminiacum tire son nom de l’ancien relais routier situé à proximité de Liberchies sur la route Romaine Bavay – Cologne. Cet espace d’accueil dispose d’une salle consacrée à Django Reinhardt, né à Liberchies en 1910. On y met en lumière sa vie, son œuvre et son influence sur la musique contemporaine. On y aborde également la thématique des gens du voyage ainsi que le Festival annuel Django à Liberchies.

### Culture

#### Activités
- Django à Liberchies : mi-mai.
- Brocante : dernier vendredi de juin[10].
- Fêtes Saint-Pierre (ducasse) : début juillet.
- Messe de minuit à l'église de Liberchies : 24 décembre.

## Personnalités liées à Liberchies
Liberchies est le village natal du guitariste de jazz manouche Django Reinhardt.